# سید مصطفی حسینی دشتی
سید مصطفی حسینی انواری، مؤلف دانشنامهٔ معارف و معاریف است.
حسینی دشتی، فرزند سید عبدالله، متولد ۱۳۱۳ روستای گنخک از توابع کاکی، شهرستان دشتی استان بوشهر است. وی در نجف مراحل عالی دروس علمی را از آیت‌الله خویی فراگرفت. وی در سال ۱۳۴۵ ساکن بندر بوشهر و امام جماعت مسجد عطار گردید.
تألیفات:
۱. تفسیر قرآن کریم
۲. سبل السلام إلی المستدل من الأحکام، در فقه استدلالی
۳. شرح البهجة المرضیة
۴. شرح حاشیه ملا عبدالله
۵. معارف و معاریف